# Neocorynura claviventris
Neocorynura claviventris är en biart som först beskrevs av Dalla Torre 1896.  Neocorynura claviventris ingår i släktet Neocorynura och familjen vägbin. Inga underarter finns listade i Catalogue of Life.